# Yauhen Misyulya
Yevgeniy Nikolayevich Misyulya (du russe Евгений Николаевич Мисюля — en biélorusse : Яўген Місюля en anglais Yauhen Misyulya, né le 13 mars 1964 à Grodno aujourd'hui Hrodna) est un athlète qui représenta l'URSS puis la Biélorussie dans les épreuves de marche athlétique. 

## Carrière

### Palmarès
| Date                               | Compétition                        | Lieu                               | Résultat                           | Épreuve                            | Performance                        |
| Représentant de l'Union soviétique | Représentant de l'Union soviétique | Représentant de l'Union soviétique | Représentant de l'Union soviétique | Représentant de l'Union soviétique | Représentant de l'Union soviétique |
| ---------------------------------- | ---------------------------------- | ---------------------------------- | ---------------------------------- | ---------------------------------- | ---------------------------------- |
| 1988                               | Jeux olympiques d'été              | Séoul                              | 27e                                | 20 km marche                       | 1 h 24 min 39 s                    |
| 1989                               | Coupe du monde de marche           | L'Hospitalet                       | 3e                                 | 20 km marche                       | 1 h 20 min 47 s                    |
| 1991                               | Championnats du monde              | Tokyo                              | 3e                                 | 20 km marche                       | 1 h 20 min 22 s                    |
| Représentant de la Biélorussie     |                                    |                                    |                                    |                                    |                                    |
| 1993                               | Coupe du monde de marche           | Monterrey                          | 22e                                | 20 km marche                       | 1 h 28 min 39 s                    |
| 1993                               | Championnats du monde              | Stuttgart                          | 5e                                 | 20 km marche                       | 1 h 23 min 45 s                    |
| 1994                               | Championnats d'Europe              | Helsinki                           | 2e                                 | 20 km marche                       | 1 h 19 min 22 s                    |
| 1995                               | Coupe du monde de marche           | Pékin                              | 4e                                 | 20 km marche                       | 1 h 20 min 39 s                    |
| 1995                               | Championnats du monde              | Göteborg                           | 3e                                 | 20 km marche                       | 1 h 20 min 48 s                    |
| 1996                               | Jeux olympiques d'été              | Atlanta                            | 9e                                 | 20 km marche                       | 1 h 21 min 16 s                    |
| 1996                               | Jeux olympiques d'été              | Atlanta                            | —                                  | 50 km marche                       | DNF                                |
| 1997                               | Coupe du monde de marche           | Poděbrady                          | 6e                                 | 20 km marche                       | 1 h 18 min 55 s                    |
| 1997                               | Championnats du monde              | Athènes                            | 6e                                 | 20 km marche                       | 1 h 23 min 10 s                    |
| 1998                               | Championnats d'Europe              | Budapest                           | —                                  | 50 km marche                       | DNF                                |
| 1999                               | Coupe du monde de marche           | Mézidon-Canon                      | 14e                                | 20 km marche                       | 1 h 23 min 19 s                    |
| 2000                               | Coupe d'Europe de marche           | Eisenhüttenstadt                   | —                                  | 20 km marche                       | DSQ                                |
| 2001                               | Coupe d'Europe de marche           | Dudince                            | 2e                                 | 20 km marche                       | 1 h 19 min 45 s                    |
| 2001                               | Championnats du monde              | Edmonton                           | —                                  | 20 km marche                       | DSQ                                |
| 2002                               | Coupe du monde de marche           | Turin                              | 5e                                 | 20 km marche                       | 1 h 23 min 07 s                    |
| 2002                               | Championnats d'Europe              | Munich                             | 6e                                 | 20 km marche                       | 1 h 20 min 56 s                    |
| 2003                               | Championnats du monde              | Paris                              | 12e                                | 20 km marche                       | 1 h 20 min 38 s                    |
| 2004                               | Jeux olympiques d'été              | Athènes                            | 19e                                | 20 km marche                       | 1 h 25 min 10 s                    |

### Records
| Épreuve      | Performance     | Lieu             | Date         |
| ------------ | --------------- | ---------------- | ------------ |
| 10 km marche | 39 min 31 s     | Varsovie         | 14 juin 2003 |
| 20 km marche | 1 h 18 min 18 s | Eisenhüttenstadt | 11 mai 1996  |